# William Kerr (1er comte de Lothian)
Pour les articles homonymes, voir William Kerr.
William Kerr, premier comte de Lothian d'une nouvelle création (1605-1675) est un noble écossais .

## Carrière
Kerr signe l'alliance nationale en 1638 et marche avec les Écossais en Angleterre en 1640, étant présent lorsque les Anglais sont mis en déroute à la bataille de Newburn. Par la suite, il devient gouverneur de Newcastle. Il est nommé l'un des quatre commissaires au trésor en 1642, est lieutenant-général de l'armée écossaise en Irlande et est nommé conseiller privé la même année.
Il entre au Parlement d'Écosse en 1644 et rejoint Lord Argyll en expédition contre Lord Montrose pendant les guerres des Trois Royaumes en 1644. Il est l'un des commissaires envoyés pour traiter avec le roi à Holdenby House en 1647.
Il est nommé secrétaire d'État en 1649 et est l'un des commissaires envoyés par le Parlement écossais pour protester contre la poursuite aux extrémités contre le roi, visitant Charles II en exil à Bréda. Il est général des forces écossaises en 1650. En 1662, il refuse de prêter le serment d'abjuration.

## Vie privée
Fils aîné de Robert Kerr, plus tard 1er comte d'Ancram, il est né au palais St James à Londres et fait ses études à l'Université de Cambridge et à Paris. Il accompagne George Villiers (1er duc de Buckingham) à l'île de Ré en 1627 et sert dans l'expédition contre l'Espagne en 1631.
Il épouse Anne Kerr, comtesse de Lothian en 1630 et est créé Lord Kerr de Newbattle et comte de Lothian à part entière en 1631. Avec son épouse, ils ont :
- Mary Kerr (décédée en mars 1708) ;
- Margaret Kerr ;
- Anne Kerr (26 novembre 1631 - 30 août 1658) ;
- Elizabeth Kerr (née le 6 septembre 1633), qui épouse Francis Scott de Thirlestane, et est la mère de William Scott de Thirlestane ;
- Robert Kerr (1er marquis de Lothian) (8 mars 1636 - 15 février 1703) ;
- William Kerr (né le 22 décembre 1638) ;
- Charles Kerr (né le 17 juillet 1642) ;
- Vere Kerr (24 avril 1649 - 17 avril 1674) ;
- Henrietta Kerr (2 février 1653 - 30 juin 1741).